# Елеваторний класифікатор

Елеваторний класифікатор.JPG

Елеваторний класифікатор (рос. классификатор элеваторный, англ. elevator classifier, нім. Elevatorklassierer m) — у збагаченні корисних копалин — класифікатор для попереднього зневоднення дрібного вугільного концентрату і класифікації його за гідравлічною крупністю, яка приблизно дорівнює 0,5 мм. Застосування К.е. спрощує схему зневоднення дрібного вугільного концентрату і класифікації шламів. Інша назва — багер-зумпф.
Площа дзеркала елеваторного класифікатора найчастіше визначається відстанню між колонами будови фабрики (звичайно 6000 х 6000 мм). Одержання осаду з вологістю 18 — 22 % забезпечується довжиною зони зневоднення (довжиною надводної частини елеватора), яка повинна бути не менше 4 м по вертикалі. Ефективність класифікації залежить від продуктивності класифікатора і вмісту твердого у вихідній пульпі.
Зневоднюючі елеватори застосовують у першій стадії зневоднення грудкових і зернистих продуктів. Зневоднення матеріалу відбувається при транспортуванні з класифікаторів, багер-зумпфів, відсаджувальних машин, шлюзів, шнекових сепараторів.